# Herman Kruyder
Herman Justus Kruyder (Lage Vuursche, 7 juni 1881 – Amsterdam, 29 april 1935) was een Nederlands schilder, tekenaar en glazenier.

## Jeugd en opleidingen
Herman werd met zijn tweelingbroer Willem geboren als zoon van Herman Justus Kruyder sr. (1831-1918) en diens tweede vrouw Anna Maria Geertruida Klokke (1843-1931). Het gezin verhuisde in 1884 naar Baarn, waar zijn vader schoolhoofd was, eerst in De Vuursche en daarna in de nieuw gebouwde Oosterschool in Baarn. Na zijn pensioen op 1 maart 1901 verhuisde zijn vader naar Haarlem.
Herman Kruyder volgde de middelbare school in Baarn en kreeg daarnaast tekenlessen bij Carel van Dapperen, die zelf leerling was van August Allebé. Hij koos daarna voor een beroep van huisschilder in Wormerveer, en werd er bij een familielid opgeleid tot huis- en decoratieschilder. In de avonduren volgde hij lessen aan de avondtekenschool. Rond 1900 kreeg hij de gelegenheid een opleiding te volgen aan de Haarlemse School voor Kunstnijverheid; in 1903 behaalde hij zijn einddiploma. Direct daarna begon Kruyder als glasschilder en later als schilder-ontwerper van gebrande glazen bij het bekende glasatelier 't Prinsenhof van Schouten in Delft - de fabriek waar ook Jan Mankes heeft gewerkt.

## Leven en werken

### Begin
In 1907 ging hij terug naar Haarlem om er landschap te tekenen en te schilderen; hij ging er weer bij zijn ouders wonen. Daar werd hij ook lid van de vereniging 'Kunst zij ons doel', maar ontevreden met het behoudende karakter van die kunstenaarsvereniging richtte hij samen met onder anderen de schilder Henri Boot de Haarlemse Kunstkring op. Hier had hij ook contact met de beeldhouwer Jan Bronner en de schimmenspeler Ko Doncker; ze richtten het tekengezelschap De Vijfhoek op. Vanaf circa 1910 wijdde hij zich geheel aan de schilderkunst en maakte talloze portretten, figuurstudies, stillevens en bloemen. Ook werkte hij vaak buiten in de natuur en maakte daar schetsen en studies in olieverf van landschappen, in de stemmige kleuren van de Haagse en Amsterdamse School.
In 1912 werd Kruyder toegelaten tot de Amsterdamse kunstenaarsvereniging Sint Lucas, waar het luminisme als kunststroming heerste, maar waar ook al aandacht werd besteed aan het fauvisme van iemand als Kees van Dongen. Hij exposeerde er met vijf tekeningen op de ledententoonstelling; Leo Gestel was een van zijn mede-exposanten. Hij zou tot 1918 deelnemen aan de exposities van Sint Lucas, die twee keer per jaar werden gehouden in de ruimtes van het Stedelijk Museum in Amsterdam. Kruyder werd later meer geïnspireerd door het kubisme en het expressionisme en zou van daaruit zijn eigen stijl gaan ontwikkelen: een schilderkunst met intense kleuren.

### Wereldoorlog I
Rond 1914 bevond Kruyder zich in het vooruitstrevende kunstenaarsmilieu van Haarlem. Via publicist Job Steynen die veel buitenlandse kunstenaars ontving, kwam Kruyder in contact met het gematigde kubisme van de uit Frankrijk uitgeweken schilder Henri le Fauconnier en met het Vlaamse expressionisme van de naar Nederland uitgeweken Belgische schilders Gustave de Smet en Frits van de Berghe, die zich beiden hier verbonden met de Bergense School. Kruyder maakte zelf dat jaar een serie aquarellen met enkele aangrijpende oorlogstaferelen, waaronder Het goede oogstjaar voor de dood 1914 die een tafereel laat zien, waarin de dood gewapend met een zeis op een boerenkar door het ontredderde Belgische land rijdt en de gesneuvelde soldaten verzamelt.
In 1916 trouwde hij met Jo Bouman, die zelf ook een verdienstelijk kunstschilder was; ze verhuisden daarna samen naar Heemstede. In zijn atelier aldaar gaf hij ook schilder- en tekenlessen. Tot die tijd was hij nog min of meer bezig met een impressionistisch schilderen, maar omstreeks 1916-17 kwam er andere sfeer in zijn schilderkunst. Hij zwierf door de bossen van Vogelenzang en schilderde daar bosgezichten in een zonnige toon. Soms nam hij ook bloemen of takken mee naar huis om ze daar te schilderen of schetsen. Zo ontstond daar een aquarel van een tak met grote sparappels, geschilderd in een moderne vormgeving. In 1917 schilderde hij Paradijs 2., van Adam en Eva tussen rechtopstaande beukenstammen; het geheel is heel dun in verf opgebracht en is vol van een licht en kleurig leven. In 1917 had Kruyder ook een solo-tentoonstelling bij galerie De Bois in Haarlem; een jaar later was zijn expositie in het Amsterdamse filiaal van J.H. de Bois. Kunsthandelaar De Bois had veel vertrouwen in het talent van Kruyder en sloot voor de jaren 1918-1922 een contract op jaarbasis, zodat hij ongestoord kon werken.

### Heemstede
In 1919 verhuisde het echtpaar naar Heemstede, waar Kruyder veel met waterverf begon te experimenteren. Hij nam o.a. bloemen en stillevens tot onderwerp om daarin die fijne architectonische en coloristische omvorming aan te brengen die hij voor ogen heeft. Maar ook geven ze de achtertuintjes weer en de boeren op hun kleine boerderijen, of tuinders aan het werk. Nu ook kregen de kleuren een voor hem persoonlijke betekenis en werd het kleurpalet zijn eigen karakteristieke eigendom: meerdere violette kleuren, branderige roden, een feestelijk karmijnblauw en een massief blauw; ze gaan samen, maar kennen ook een zekere onderlinge schrilheid in zijn gebruik. Jos de Gruyter vond deze serie aquarellen van Kruyder getuigen van een nauw contact met Leo Gestel die vanaf 1917 in Bergen ging wonen en in de jaren daarna veel weides met koeien en sloten begon te schilderen. De Bois was erg enthousiast over deze werken.

### Bennebroek
Kruyder en zijn vrouw vertrokken in 1922 naar Bennebroek, waar zij een huis lieten bouwen door de architect John Wildeboer. Zij leefden in hun huis aan de Kleine Sparrenlaan 22 samen met hun honden. Hun grote liefhebberij en bovendien bron van inkomsten was het fokken van honden. Ze leefden daar samen tamelijk teruggetrokken in de natuur. In zijn zoeken naar een veilige plek voelde hij zich beschermd en afgeschermd door het bos.  Beiden kregen daar echter te maken met ernstige inzinkingen en Kruyder zelf bovendien lichamelijke kwalen die zijn depressie versterkten. Van januari tot maart 1926 werd Kruyder daarom opgenomen in het Provinciaal Ziekenhuis en zijn vrouw gedurende dezelfde periode in de Valeriuskliniek in Amsterdam. Jo schreef in januari 1927 in een brief aan hun vriend Henk Albers: 'We zijn blij dat 1926 in 't kerkeputje ligt, en we een nieuw blaadje kunnen opslaan. Och God wat een jaar was dat'.
Tegelijkertijd werden zijn werken juist uit deze periode door onder anderen Gruyters en Jan D. Voskuil gezien als de uitingen van een persoonlijke gedachte- en gevoelswereld, uitgevoerd in een heel eigen geworden schildersstijl. Kruyder maakte toen zijn bekende schilderijen als De brief, De werkstaking en Het vogeltje. Zijn beroemde schilderij Varkensdoder wordt nog steeds gezien als uitgesproken voorbeeld van het Nederlandse expressionisme. Hij schilderde dit doek naar aanleiding van het slachten van varkens in het dorp; de 'varkensdoder' was de man die het primitieve leven verstoorde en er de dood bracht. Voskuil herinnerde zich nog dat Kruyder hem vertelde:
'..hoe de kreet van het dier dat geslacht wordt, als een schelle noodkreet de vredige dorpssfeer verscheurt. Dit afschuwelijke moment heeft hij getransponeerd in een compositie met felle kleuren, waarin de dood als een bliksemschicht het varkenslijf treft. Alles moet voor hem [Kruyder] op dit moment een benauwende nachtmerrie zijn geweest.'
Over Kruyders gedurfde schilderstijl en kleurgebruik schreef zijn galeriehouder De Bois in 1926, ter verdediging van de schilder die met een karikatuur was vereerd door de toenmalige tekenaar Bielkine
'..een man die een kat giftig groen schildert en ze op een kaasgeel weggetje in een blauw weiland laat zitten koekeloeren, of die een pot met bloemen niet op maar langs de tafel neerzet.. ..is een te goedkoop voorwerp voor spotternij.. ..Zooals hij innerlijk-ongedeerd door Haarlem's gaperige straten wandelt, met zijn fluweelen jasje aan en een verfromfaaid peluche hoed kwiers op het hoofd - zo wandelt hij ook door het leven, precies zoo. Niets of niemand deert hem.. ..zo'n knappe schilder toch, die zulke vreemde dingen maakt.. En de laatste jaren werd hij al maar abstracter, al maar vreemder.. .De reactie die, door geheel schilderend Europa , op den hoogste bloei van het impressionisme gevolgd is, heeft hem geboeid en heeft zich van hem meester gemaakt en hij was.. ..een te zeer levend mensch om dat niet met volle instemming te ondergaan.'

### Blaricum
In maart 1927 gingen Kruyder en zijn vrouw in Blaricum wonen. In zijn voormalige atelierwoning aan de Mosselweg 3 bevindt zich nu nog een door hem vervaardigd gevelsteentje. Dat jaar maakte hij litho's, grote tekeningen zoals De konijnenverloting, en aquarellen; geld voor olieverf was er nog niet. De enkele schilderijen die hij te Blaricum maakte dat jaar, laten een andere schilderstijl zien. Kruyder-biograaf P.C.J. Reyne schreef in 1953 dat deze werken dunner in de verf zijn geschilderd en minder uitgesproken van kleur zijn, met minder contrasten; de tussentonen en halftinten begonnen vanaf 1927 een overheersende rol te spelen.
Rond 1927 werd het werk van Kruyder ontdekt door de progressieve kunstverzamelaar P.A. Regnault, die tot 1935 elf schilderijen kocht en zeven tekeningen/aquarellen. Ze bezochten elkaar ook regelmatig, vaak in gezelschap van Leo Gestel, die na de brand van zijn atelier in Bergen ook in Blaricum was komen wonen. Kruyder schreef ook regelmatig brieven naar Regnault, waarin hij zijn plannen en voornemens meedeelde, zoals het maken van een map met een serie litho's. Ook zijn vrouw schreef Regnault, zoals in het voorjaar van 1930 waarin ze berichtte over Kruyders welbevinden en labiele situatie. In de zomer van 1929 werd Kruyder inderdaad weer enige tijd opgenomen na een inzinking, evenals zijn vrouw. Dit zou zich bijna jaarlijks, na een creatieve periode, blijven herhalen. Kruyder schreef Regnault hierover in 1930:
 'Ik vind mijzelf een stoere bergbeklimmer die steeds als hij de top in zicht heeft er weer afgestoten wordt, maar eens lukt het.. ..Toch moet ik, ik kan niet anders. 't Is zoo jammer dat mijn vrouw altijd zo gauw instort, anders vond ik de zaak niet zo heel erg.' 
Kruyder beschreef zelf in 1930 heel kenmerkend zijn schilderwijze van die tijd - in het blad Palet:
 'Het is mijn bedoeling, nooit ervan uit te gaan direct te modeleeren. Mijns inziens is dit de taak van de beeldhouwer. Ik modeleer "de vlakken". Niet alleen in de volumen, maar ook in de vlakke tinten, waarin ik dan de fijnste nuanceeringen probeer te krijgen. Uiterlijke effecten laten mij koud. 't Zijn steeds de hooge waarden van de vlakken die het schilderij doen ontstaan. Steeds krijg ik daardoor een onnoemelijke wisseling van facetten. Niet alleen de kleuren, die daardoor haar kracht bewaren, ook de toonen worden, zonder in facetten te zijn geslepen, duidelijk van elkander onderscheiden, door geen ander middel dan door den [verf]toets. De toets rythmeert het licht. - Herman Kruyder' 
De depressies waarvan Kruyder regelmatig last had, waren van invloed op zijn schilderijen en tekeningen. De werken hebben vaak een beangstigend karakter. De poëtische onderwerpen van het dorp en de mensen, de dieren, de bomen en de bloemen werden in de loop van de jaren 1920 steeds beklemmender. De afgebeelde dieren zijn somber en dreigend, de dramatische tekeningen voorspelden zijn zelfgekozen dood, zoals velen na zijn dood meenden te kunnen opmerken. Toch genoot hij in deze periode grote bekendheid en het werk uit deze tijd werd zeer gewaardeerd. Een van zijn bekendere werken is de schildering van een angstaanjagende hond met een touw rond zijn nek. In de ogen van de doodsbange hond brandt een groen licht. Zijn realistische zelfportret toont een kop met grote achterdochtige ogen, waarbij de gelijkenis met zijn vader opvalt.
Eind 1931 bezocht Kruyder de tentoonstelling van Permeke bij kunsthandel Buffa in Amsterdam. Volgens Regnault maakten diens schilderijen grote indruk op Kruyder, met name de kleurstellingen, het monumentale van de figuren en de fysieke vervormingen. Begin 1932 deed Kruyder mee aan een tentoonstelling van de Hollandsche Kunstenaarskring, in het Stedelijk Museum van Amsterdam. Zijn daar hangende recente werken werden in een recensie van kunstcriticus Albert Plasschaert lovend besproken, waarmee Kruyder erg ingenomen was; hij schreef Regnault 'mij is recht gedaan'.

### Amsterdam
Kruyder en Jo verhuisden samen in november 1934 naar Amsterdam, waar ze waren geselecteerd voor het betrekken van een van de gloednieuwe atelierwoningen in de Zomerdijkstraat. Na een zelfmoordpoging overleed hij op 29 april 1935. Zijn vrouw Jo Bouman bleef tot 1940 nog in Amsterdam wonen en verhuisde daarna naar Amersfoort, waar ze nog leefde tot 1973.

## Monogrammen
Kruyder  monogrammeerde zijn werk als HJK of HKR of HKR en HJK door elkaar.

## Galerij van werken

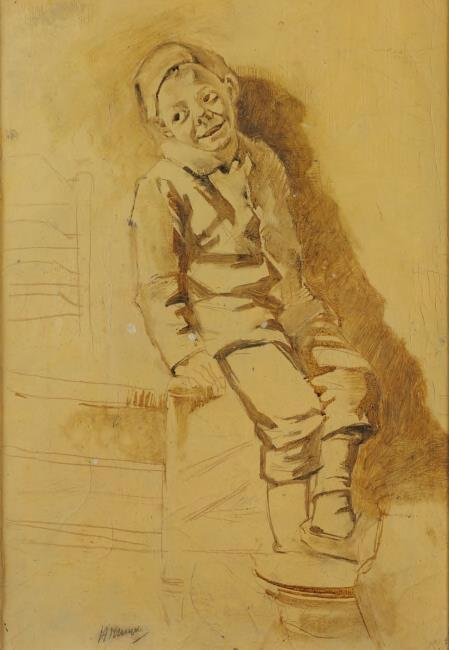
Haarlemse jongen, c. 1905-15, olieverf op linnen; Museum van Bommel van Dam
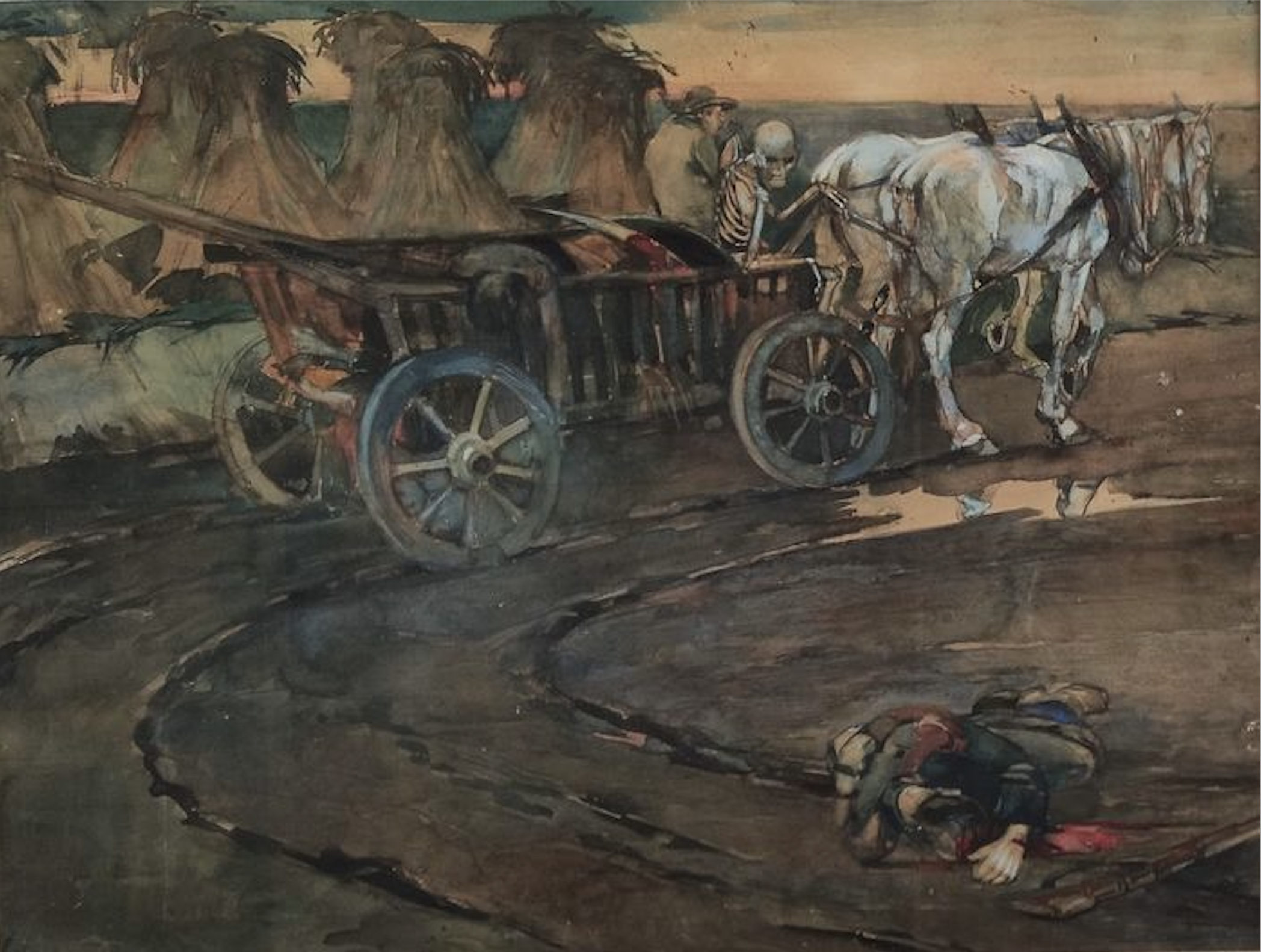
Het goede oogstjaar voor de dood 1914, 1914, aquarel op papier
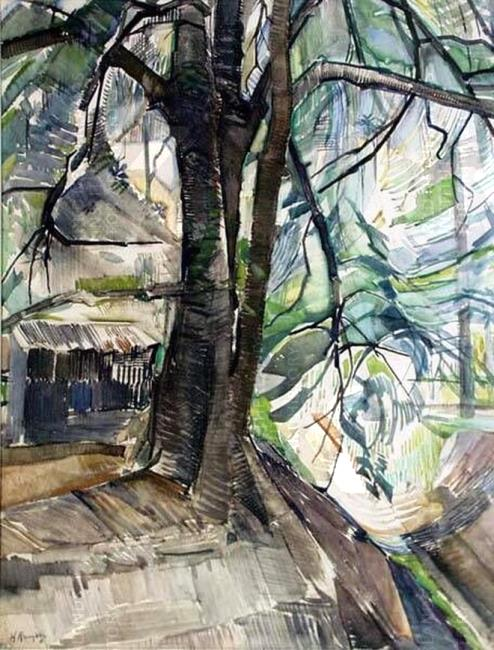
De Kruisboom, c. 1917, aquarel op papier
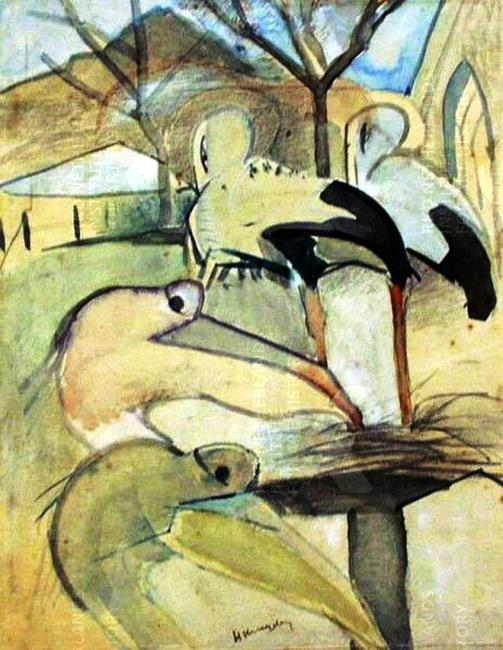
Pelikanen, c. 1920, aquarel op papier; Frans Hals Museum
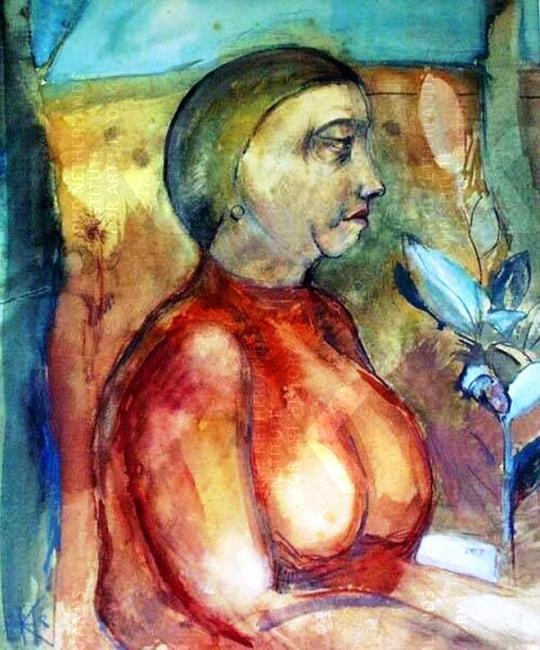
Portret van Jo Kruyder-Bouman, c. 1920-24, aquarel op papier
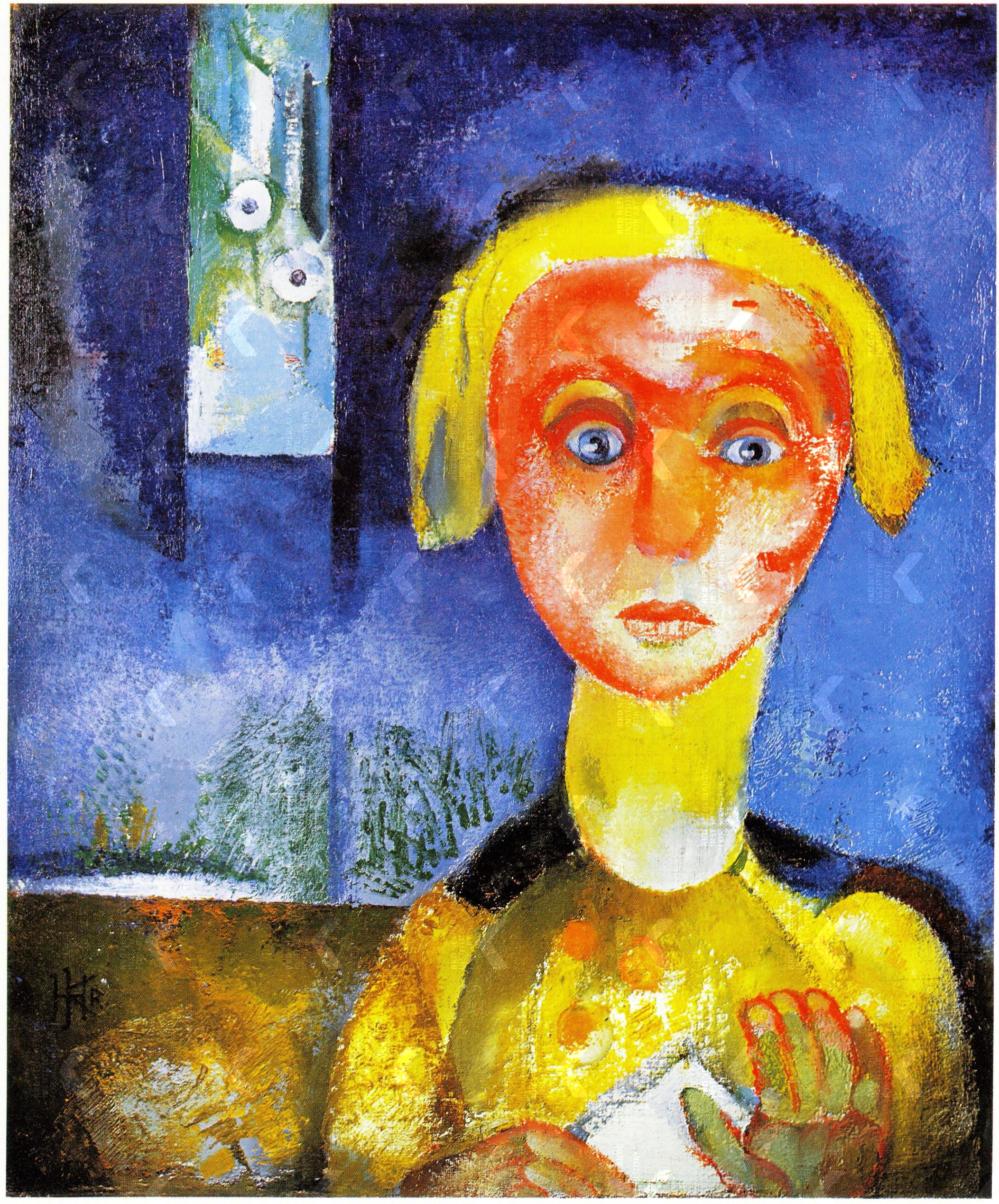
De brief, c. 1924, olieverf op doek
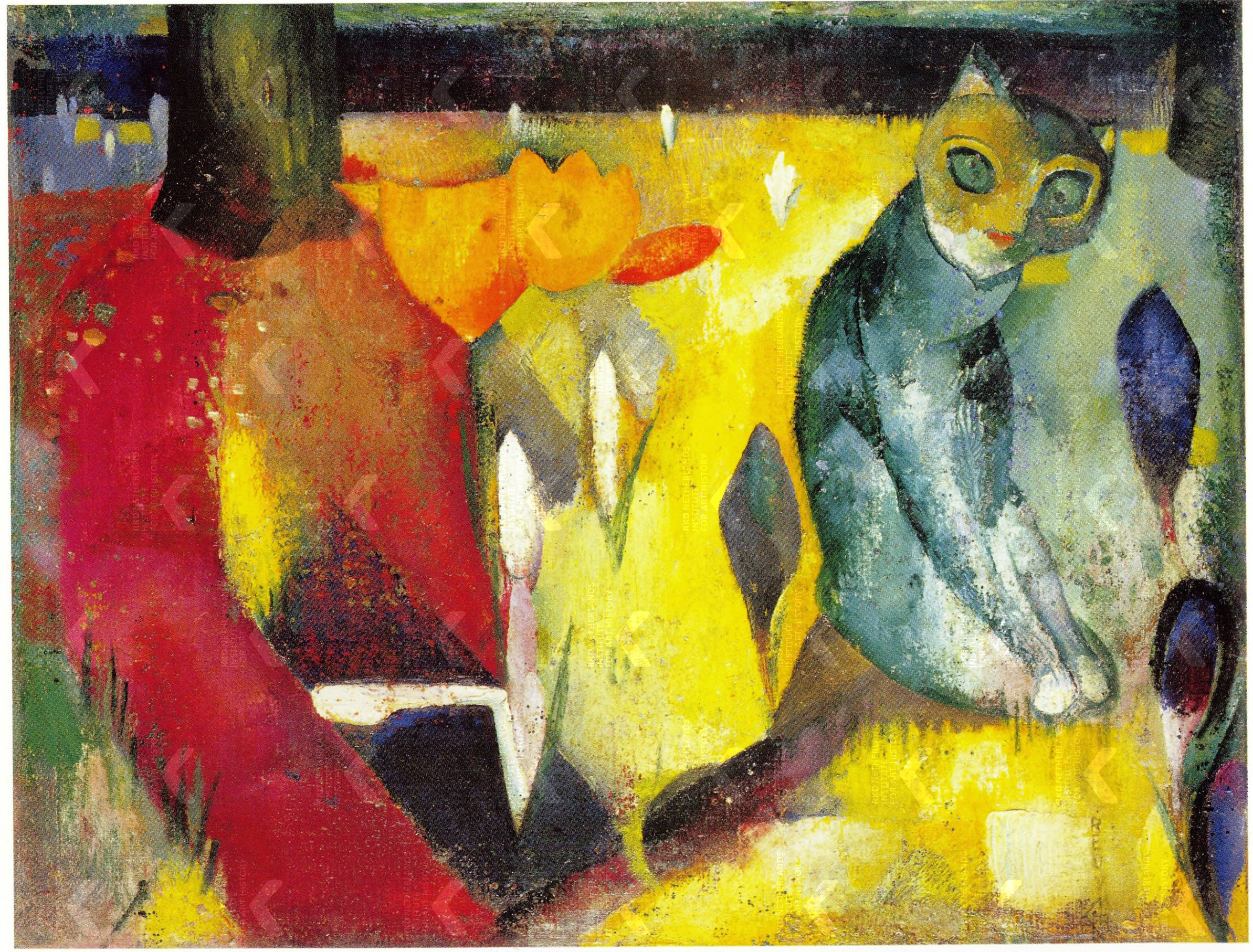
Kat, 1925, olieverf op linnen; Gemeentemuseum Den Haag
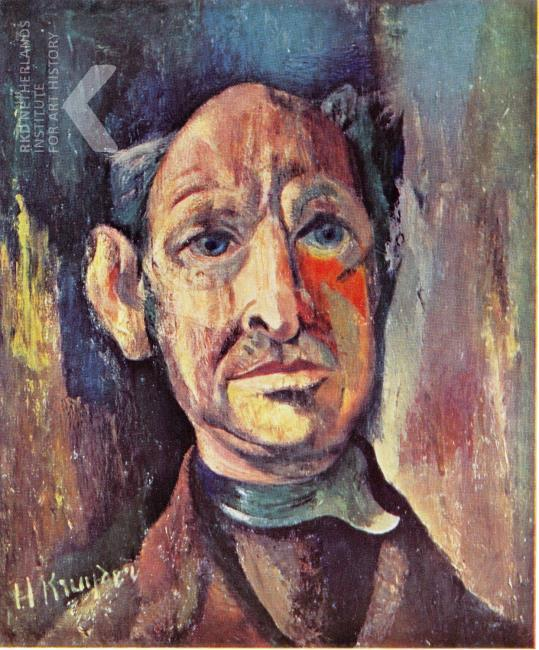
Zelfportret, 1928, olieverf op linnen
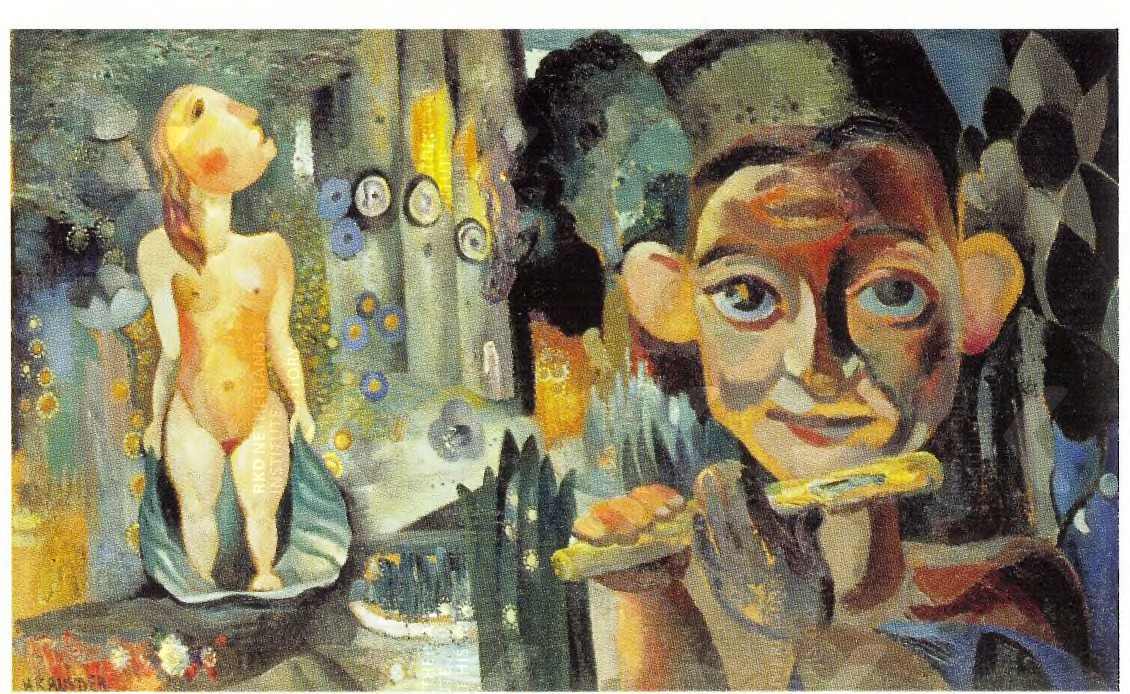
Pan, c 1930; rechterdeel van een drieluik
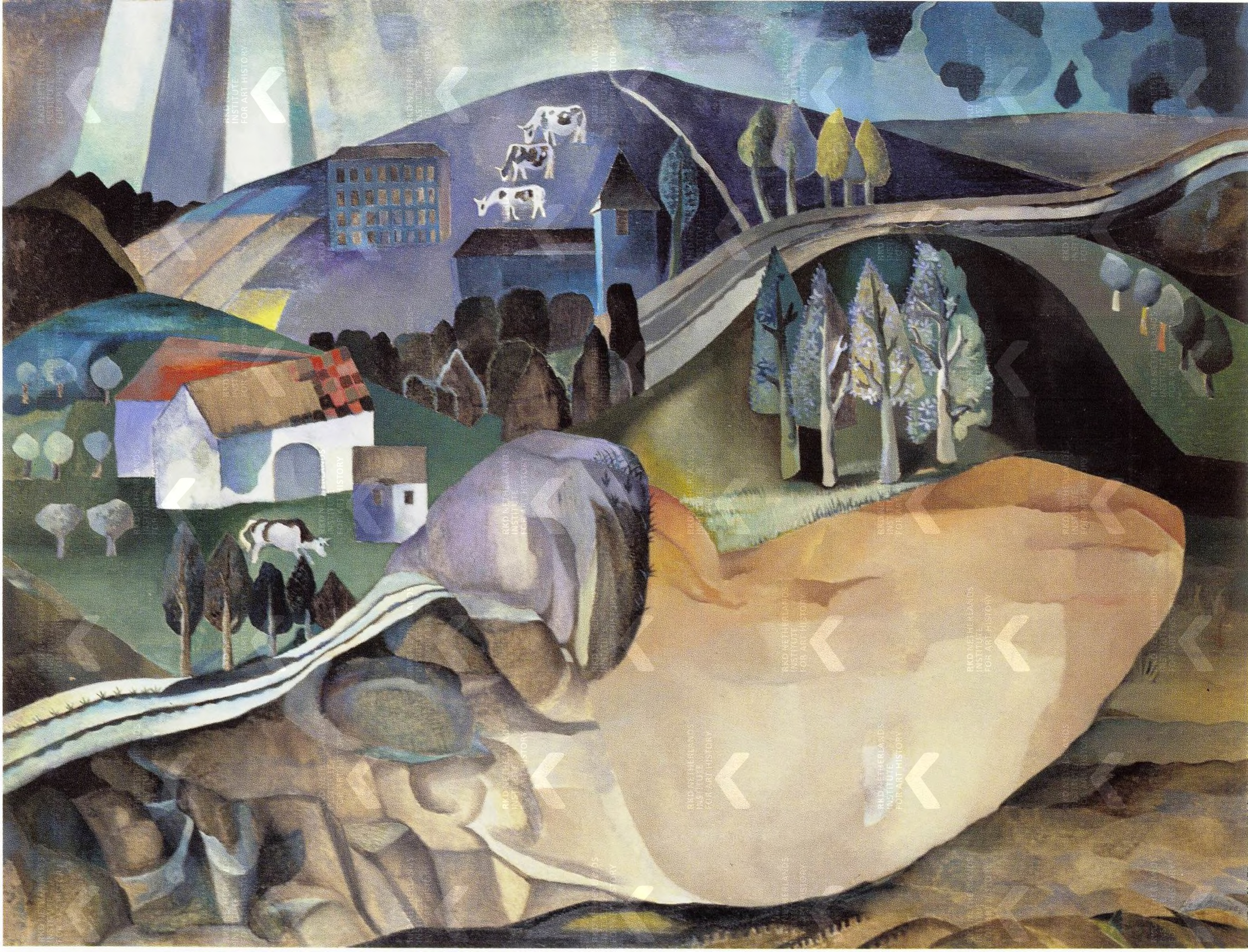
Limburgs landschap, olieverf op linnen; privé-collectie
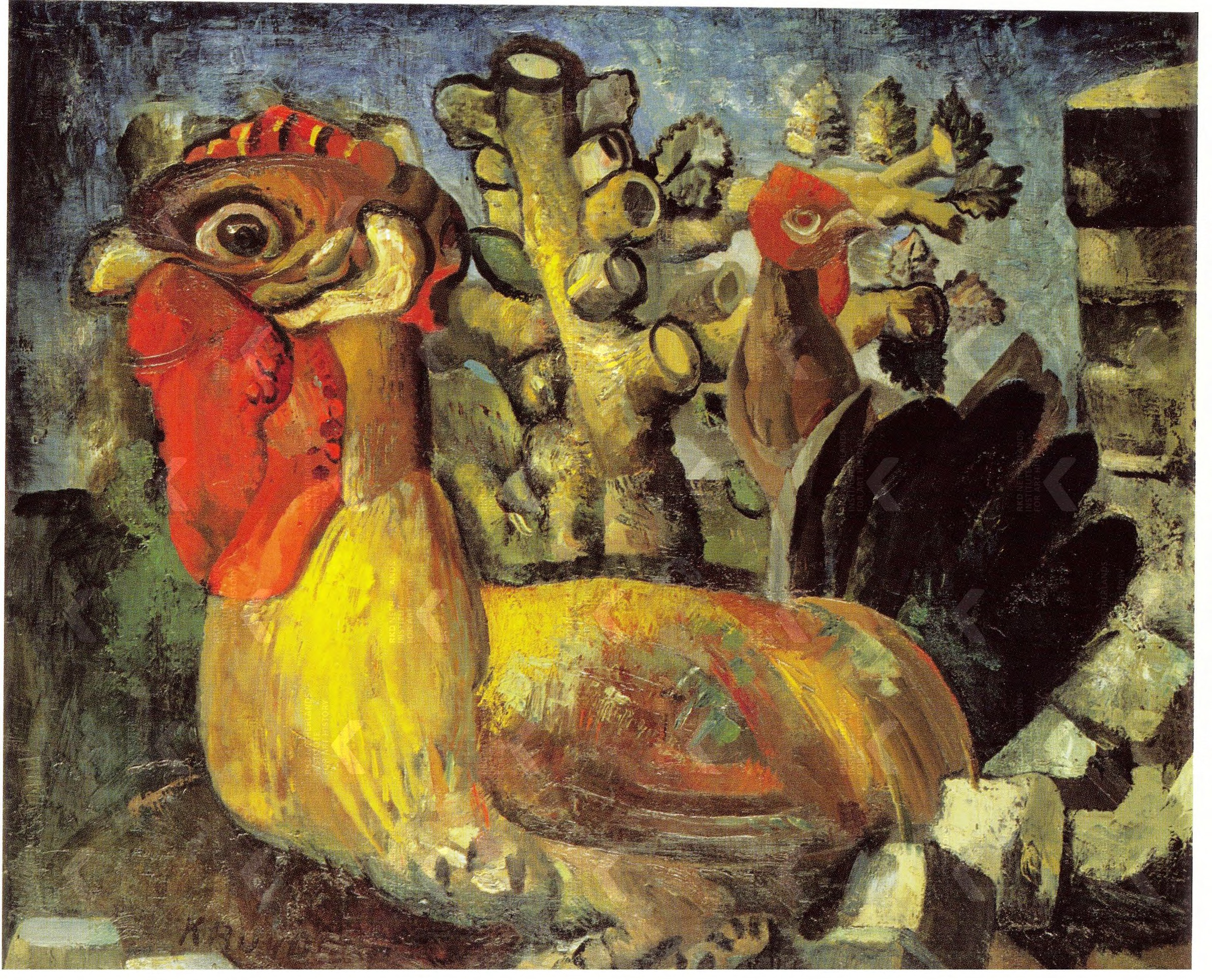
De haan, c. 1931, olieverf op linnen
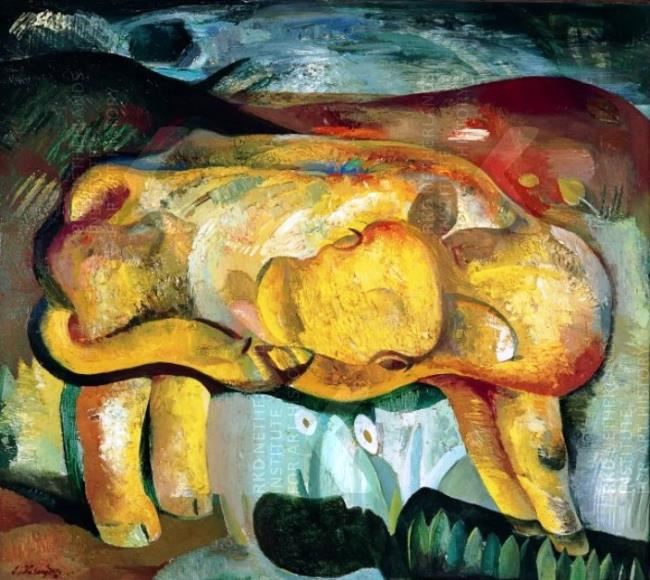
Het stierkalf, 1932, olieverf op doek
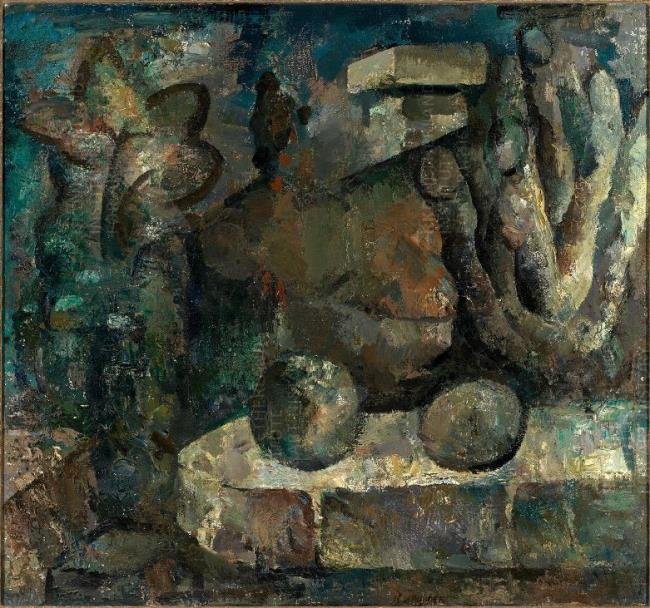
Het laatste landschap, 1934, olieverf op linnen; Groninger Museum
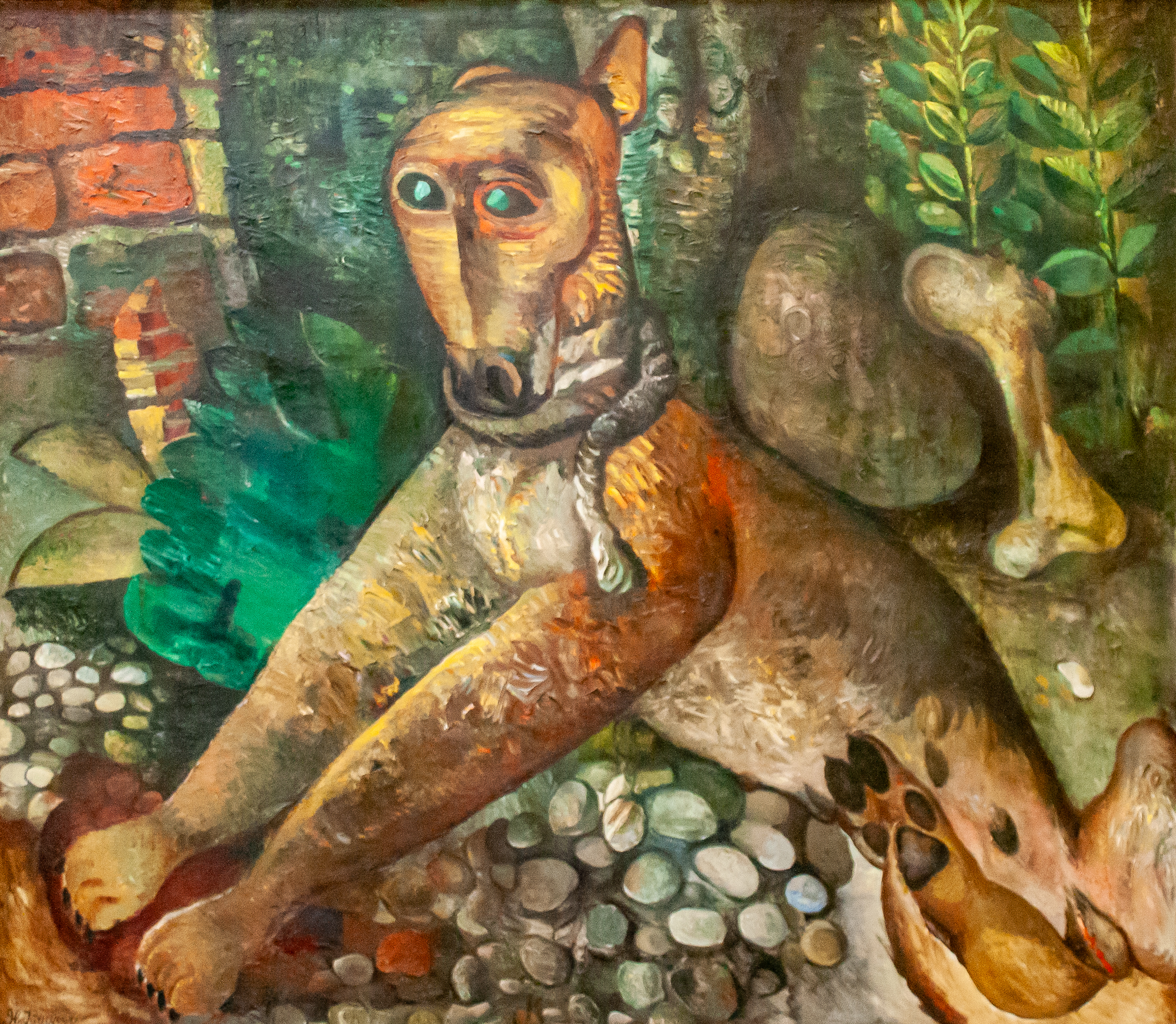
De Hond, 1934, olieverf op linnen; Museum Boijmans Van Beuningen

## Werk in openbare collecties (selectie)
- Museum Boijmans Van Beuningen, Rotterdam[11]
- Rijksmuseum Amsterdam[12]
- Stedelijk van Abbe Museum Eindhoven

## Tentoonstellingen
In 1980 werd in het Singer-Museum te Laren een grote overzichtstentoonstelling van zijn werk gehouden. In 2004 was een tentoonstelling in De Hallen in Haarlem.
- Bibliothèque nationale de France: cb133288866 (data)
- Biografisch Portaal: 03958336
- Digitale Bibliotheek voor de Nederlandse Letteren: kruy025
- Gemeinsame Normdatei: 17423371X
- International Standard Name Identifier: 0000 0000 8222 1106
- Library of Congress Control Number: no97044193
- Nederlandse Thesaurus van Auteursnamen: 070626049
- RKD-Nederlands Instituut voor Kunstgeschiedenis: 46679
- Système universitaire de documentation: 035677066
- Union List of Artist Names: 500021198
- Virtual International Authority File: 38981822
- WorldCat: E39PBJwRRDtJTGb8RKJv7TCCwC